# William Wells (1818-1889)
Pour les articles homonymes, voir William Wells.
William Wells (15 mars 1818 - 1er mai 1889), est un homme politique du Parti libéral anglais qui siège à la Chambre des communes de 1852 à 1857 et de 1868 à 1874.

## Biographie
Il est le fils du capitaine William Wells, et de sa femme Elizabeth Proby, fille de John Proby (1er comte de Carysfort), et petit-fils du vice-amiral Thomas Wells, de Holme, dont le père, William, avait hérité du domaine de son l'oncle de sa femme, Thomas Truman, en 1768. Il fait ses études à Harrow School et au Balliol College, Oxford et sert dans les 1er Life Guards de 1839 à 1843. En 1826, il hérite de son père Holmewood Hall dans le Huntingdonshire. Il hérite également du domaine Redleaf dans le Kent de son grand-oncle William .
Il est juge de paix et lieutenant adjoint pour Kent et Huntingdonshire.
Aux élections générales de 1852, Wells est élu député de l'arrondissement de Beverley. Il occupe le siège jusqu'à sa défaite en 1857 face au libéral Edward Glover. Une pétition électorale est déposée par Wells au motif que Glover n'était pas dûment qualifié, parce qu'il ne satisfaisait pas aux exigences de propriété pour être éligible. La question est soulevée pendant les élections et des prospectus ont circulé à cet effet, mais Glover a nié les allégations. Le 3 août 1853, le comité statue que Glover n'est pas dûment qualifié et que son élection est nulle. Une élection partielle a lieu le 11 août 1853, et Wells se présente à nouveau, mais est battu par le candidat conservateur Henry Edwards.
Wells se présente dans la ville de Peterborough aux élections générales de 1852, où il arrive troisième des trois candidats libéraux. Il remporte le siège aux élections générales de 1868, battant le député libéral Thomson Hankey, un ancien gouverneur de la Banque d'Angleterre. Wells reste député de Peterborough jusqu'aux élections générales de 1874, quand il ne se représente pas.
Il est nommé haut shérif du Cambridgeshire et du Huntingdonshire pour 1875. Il est également un agriculteur passionné et président de la Royal Agricultural Society en 1880.
Wells est décédé à l'âge de 71 ans. Il épouse Louisa Wemyss-Charteris, fille de Francis Wemyss-Charteris (9e comte de Wemyss) en 1854. Ils n'ont pas d'enfants.